# كاتيا كعدي
كاتيا كعدي (5 سبتمبر 1977-) عارضة أزياء إعلامية وممثلة لبنانية.

## حياتها ومشوارها المهني
ولدت في حوش حالا، قضاء زحلة، درست العلوم الدبلوماسية ثم بدأت تابعت في مجال عروض الأزياء والإعلانات، إنتُخبت ملكة جمال زحلة ووصيفة أولى لـملكة جمال لبنان عام 1998 ، تلقت عروضا عديدة للعمل أولها كان في الدراما السورية، انطلاقتها في مجال تقديم البرامج كانت من خلال شبكة راديو وتلفزيون العرب عبر محطة art الموسيقى بدأت كمذيعة ربط فقرات بعدها قدمت العديد من البرامج والمهرجانات ،شاركت فير الكثير من المهرجانات كمهرجان كان و القاهرة إضافة لتغطيتها للحفلات العربية في لبنان والوطن العربي،بقيت تعمل في قناة الموسيقى عدة سنوات حتى شهر يونيو 2003 عندما تحولت القناة إلى روتانا موسيقى التي إستغنت إدراتها عنها، عام 2004 إنتقلت إلى قناة هي قناة المرأة العربية حيث قدمت برنامجين متتالين
دخلت عالم التمثيل حينما شاركت في مسلسلين سوريين عام 1999 تجربتها الأولى في الدراما اللبنانية كانت مع الكاتب شكري أنيس فاخوري عام 2008 الذي اختارها للمشاركة في مسلسل إمراة من ضياع ومثلت فيه دورا جرئيا وهو دور المثلية 
شاركت كمتسابقة في البرنامج التلفزيوني سبلاش على شاشة ال بي سي لكنها خرجت في الحلقة الأولى عام 2011، قامت بافتتاح متجر ملابس خاص بها وتفرغت له

### حياتها الأسرية
ارتبطت بعلاقة حب بالنائب اللبناني إيلي ماروني ولكن إنفصلا في عام 2014 
في أغسطس 2020 أعلنت زواجها مدنيا في بودرم من اللبناني فارس دانيال 

## تجربتها في التمثيل

### في التلفزيون
- (1998): مسلسل ياقوت
- (1999): مسلسل القصر
- (2008): مسلسل إمراة من ضياع
- (2009): مسلسل الحب الممنوع
- (2009): مسلسل خطوة حب
- (2010): مسلسل يا صديقي
- (2012): مسلسل كندا
- (2015): مسلسل ذات ليلة
- (2016): مسلسل متل القمر
- (2017): مسلسل أول نظرة [11]
- (2017): مسلسل حب حرام (سباعية) [12]
- (2018): مسلسل البيت الأبيض[13]
- (2019): مسلسل العاصي- البيت الأبيض

### في السينما
- (2011) الطريق المسدود فيلم لبناني إيراني [14]
- (2016): ضلو تزكرونا (ثلاثية) فيلم لبناني[15]
- نور عيني فيلم

## البرامج التي قدمتها
| اسم البرنامج                                             | القناة       | العام          |
| -------------------------------------------------------- | ------------ | -------------- |
| فنان الأسبوع                                             | art الموسيقى | 2001           |
| إهداءات                                                  | art الموسيقى | 2001-2002      |
| ميوزك هاوس                                               | art الموسيقى | 2003           |
| طلبا وسمعها                                              | art الموسيقى | 2002-2003      |
| خيمة رمضان                                               | art الموسيقى | 2001-2002      |
| حفلات جرش هلا فبراير جزين، عاليه،ذوق مكايل، جوائز الميما | art الموسيقى | 2001,2003,2018 |
| ستارز وبس                                                | قناة هي      | 2006-2007      |
| نجوم بدون هدوم                                           | قناة هي      | 2008-2009      |
| جوائز مسابقة التصوير الفوتوغرافي                         |              | 2018           |